# Baronia de la Conca d'Òdena
La Baronia de la Conca d'Òdena fou una demarcació històrica centrada a la conca d'Òdena. Comprenia Claramunt, Montbui, Castellolí, Òdena, Orpí, Capellades, Jorba i Tous. Igualada, tot i envoltada, no era inclosa en el domini donat que, per un privilegi de 1381, era carrer de Barcelona (la jurisdicció de la vila era compartida per un condomini reial i monacal del monestir de Sant Cugat). El castell de la Pobla de Claramunt n'era la seu baronial, Inicialment (segle xi) sota domini dels Claramunt, el 1306 Berenguer de Claramunt transferí aquest castell i els seus termes al vescomte Ramon Folc VI de Cardona (1276-1320). La vinculació dels dominis entre la vila d'Igualada (el 1385 es constituí la sotsvegueria d'Igualada) i els Cardona fou causa de litigis constants entre les autoritats de la vila i aquests des del segle xiv al xviii. Durant la Guerra Civil Catalana (1462-1472), els Cardona van alinear-se amb el bàndol del rei Joan II (essent Joan Ramon Folc III de Cardona capità general dels exèrcits del rei), mentre que Igualada fou partidària de la Diputació del General (i centre d'operacions del Contestable Pere de Portugal el 1464). La guerra es notà en virulència, doncs, a l'Anoia: el 1463 s'enderrocaren els castells de Claramunt i, parcialment, el d'Odena. Les tropes reialistes feren caure els castells de Copons, Segur i Veciana en mans de Joan II, però Jorba es defensà impedint l'avanç. Igualada va caure al juliol de 1465, ocasionant la destrucció d'una gran part de la vila, quedaren únicament 70 cases habitades, un terç de les que tenia abans de començar la guerra.